# Рвагасоре, Луи
Кронпринц Луи Рвагасоре (10 января 1932 — 13 октября 1961) — национальный герой Бурунди, борец за независимость страны, занимавший пост премьер-министра.
Был основателем и председателем главной националистической партии «Союз за национальный прогресс» (УПРОНА), которая в сентябре 1961 года одержала убедительную победу на всеобщих выборах, получив 58 из 64 мест в Национальном собрании Бурунди. Партия была поистине многоэтнической: из избранных 25 были тутси, 22 хуту, 7 ганва и 4 смешанного происхождения. В течение всей своей политической карьеры Рвагасоре имел хорошие отношения с хуту.
Принц Рвагасоре был личным другом и единомышленником Патриса Лумумбы , и программа его партии имела много общего с программой «Национального движения Конго» П. Лумумбы.

## Биография
Сын короля Мвамбутсы IV и его первой жены Терезы Кайонга.
Учился в Школьной группе Астрида (ныне «Официальная школьная группа Бутаре») на территории современной Руанды. 

### Политическая деятельность
Некоторое время учился в университете в Бельгии, однако бросил учёбу и возглавил антиколониальное движение у себя на родине. Основал серию африканских кооперативов, чтобы содействовать экономической независимости, однако в 1958 году бельгийские власти их запретили.
В том же году принц основал националистический «Союз за национальный прогресс» (УПРОНА). В ответ бельгийская колониальная администрация помогла оппонентам Рвагасоре создать «Христианско-демократическую партию Бурунди» (ХДПБ), которую возглавили руководители, близкие к Бельгии.
Партия УПРОНА позиционировала себя как «общебурундийскую», хотя в ней доминировали тутси. Антиколониальная борьба бурундийцев сама по себе представляла собой непростой союз между монархистами, в основном тутси, и политиками хуту. 
Король-отец назначил принца вождём региона Бутаньерера, однако принц отказался от назначения с тем, чтобы полностью посвятить себя борьбе за независимость. Более того, несмотря на принадлежность к высокородному клану ганва, принц женился на женщине, которая, скорее всего, происходила из хуту, с тем, чтобы «добиться преодоления искусственно раздуваемой бельгийцами межклановой и межэтнической розни по принципу разделяй и властвуй».
УПРОНА была официально зарегистрирована в январе 1960 года, а на первом съезде УПРОНА в марте 1960 принц Рвагасоре потребовал полной независимости Бурунди и призвал народ бойкотировать бельгийские магазины и не платить бельгийцам налоги. За призывы к гражданскому неповиновению принца поместили под домашний арест.
Политические противники принца Рвагасоре, как правило, были враждебно настроены к быстрому обретению Бурунди независимости. Они считали, что до освобождения своей родины нужен более или менее длительный период «демократизации». С другой стороны, УПРОНА, не будучи явно антибельгийской, выступала за программу, направленную на устранение всего бельгийского влияния в стране.

### Премьер-министр
Несмотря на неудачи, 8 сентября 1961 г. Рвагасоре и его «Союз за национальный прогресс» (УПРОНА) одержали полную победу на выборах в Законодательное собрание колонии, получив 80 % голосов избирателей. На следующий день его назначили премьер-министром с правом объявить независимость страны.

### Убийство
13 октября 1961 года принц Рвагасоре был убит во время ужина с некоторыми из его министров в Отеле «Клуб озера Танганьика» в Усумбуре . Убийцей был ультраправый грек по имени Жан (Яннис) Кагеоргис, сопровождаемый тремя членами про-бельгийской Христианско-демократической партии Бурунди (ХДПБ). По обвинению в организации убийства были схвачены и казнены руководители этой партии. В течение трех дней все четверо подозреваемых были арестованы; следователи быстро установили связь с двумя высокопоставленными членами ХДПБ (Жан-Батист Нтидендереза и Джозеф Бироли), один из которых первоначально признал свою вину, но позже отказался от своих признаний. В официальном заявлении бельгийских властей в Руанда-Урунди было сказано, что несколько человек, причастных к убийству принца Рвагасоре, были арестованы полицией. Согласно тому же источнику, среди арестованных были представители семьи, которая долгое время была враждебно относилась к королевской семье.
В окружении премьер-министра считали, что данное убийство носило политический характер и необходимо было искать зачинщиков преступления среди определенных лидеров фракции, противостоявшей принцу Рвагасоре. Существовали опасения, что это убийство вызовет серьезные волнения в стране, учитывая личность убитого политика. Полиция была немедленно приведена в состояние боевой готовности. Роберт Масс, французский консул в Бужумбуре, сидевший за столом рядом с принцем, получил легкие травмы лица.
Убийство Рвагасоре происходило на фоне так называемой социальной революции в Руанде (1959–1961), в ходе которой была свергнута монархия короля (мвами) Кигели V, тысячи тутси погибли и десятки тысяч бежали из страны, в том числе в Бурунди.
По предположению историков, бельгийские колониальные власти могли сыграть значительную роль в убийстве принца Рвагасоре, хотя официальное расследование никогда не проводилось. Еще в 1970-х годах Рене Лемаршан, эксперт по истории Бурунди, утверждал, что бельгийский колониальный чиновник Роберто Ренье якобы сказал европейскому секретарю ХДПБ г-же Бельва, что «Рвагасоре должен быть убит».
Кроме того, за несколько дней до своего убийства принц Рвагасоре подал жалобу на семь бельгийских официальных лиц, включая бельгийского генерал-губернатора Жан-Поля Харроя и Роберто Ренье. Перед казнью за убийство принца Рвагасоре Жан Кагеоргис прямо обвинил Харроя и Ренье в совершении убийства, заявив: «Это преступление было совершено под руководством Жан-Поля Харроя и Роберто Ренье».
Будущий премьер-министр Ньясаленда и первый президент Малави Хастингс Камузу Банда заявил, что, по его мнению, убийство принца Рвагасоре «было делом рук сил, ответственных за смерть Патриса Лумумбы». Последние, добавил он, «хотят, чтобы Бурунди присоединилась к Катанге, и стремятся установить там режим Чомбе» .
Вскоре после убийства вспыхнул кровавый конфликт между хуту и тутси, который расколол партию УПРОНА.

### Расследование
В 2011 году бельгийский журналист Гай Поппе в своем исследовании «De moord op Rwagasore, de Burundese Lumumba» («Смерть Рвагасоре, бурундийского Лумумбы») утверждает, что нарушения в расследовании убийства принца включали, среди прочего, отсутствие допроса свидетелей, в том числе Ж.-П. Харроя, Р. Ренье, бельгийской невесты Ж. Кагеоргиса и г-жи Бельва. Поппе обнаружил, что файлы из архивов министерства иностранных дел Бельгии, включая стенограмму интервью, которое проводилось с Р. Ренье после его возвращения в Бельгию из Бурунди, были утеряны. Поппе также заявил, что министерство иностранных дел пригрозило уволить трех бывших офицеров колонии, если они поедут в Бурунди для дачи показаний во время суда над Кагеоргисом.
В октябре 2018 года власти Бурунди официально обвинили Бельгию в убийстве принца Рвагасоре.

## Память
В честь принца был назван стадион в Бужумбуре, а также футбольный клуб.
Гробница принца была сооружена на холме, возвышающемся над Бужумбурой, и представляет собой мемориал с тремя арками. Над тремя арками выгравирована надпись «Dieu, Roi, Patrie» («Бог, король, родина»). 13 октября считается национальным праздником Бурунди в его память.
Принц Луи Рвагасоре изображён на купюре 100 франков всех выпусков, начиная с дня независимости 1962 года.